# Melissa Newman
Melissa Stewart Newman (* 27. September 1961 in Hollywood, Los Angeles, Kalifornien), auch bekannt als Lissy Newman, ist eine US-amerikanische Schauspielerin und Sängerin und die zweite Tochter des Schauspielerehepaars Paul Newman und Joanne Woodward.

## Leben und Karriere
Melissa Newman wurde am 27. September 1961, dem Tag, an dem Paris Blues, ein Film mit ihren Eltern, in den Vereinigten Staaten Premiere hatte, als zweite Tochter von Paul Newman und Joanne Woodward in Hollywood geboren. Ihre Schwestern heißen Elinor Newman (als Kinderschauspielerin auch bekannt als Nell Potts) und Claire Olivia Newman.
Als Kind pendelte Newman zwischen Westport, Connecticut und Hollywood hin und her und machte ihren Abschluss 1988 am „Lawrence College“.
Im Alter von sieben Jahren hatte Melissa Newman ihren ersten Auftritt vor der Kamera in der Klassenzimmerszene des Films Rachel, Rachel (1968), der jedoch im Abspann unerwähnt blieb. Als Lissy Stamper, die Tochter von Joe Ben (Richard Jaeckel) und Jan (Linda Lawson), spielte Newman ihre zweite Rolle in dem Film Sie möchten Giganten sein (1970). In dem Fernsehfilm See How She Runs (1978) war sie als Tochter von Betty Quinn (Joanne Woodward), Jarney Quinn, zu sehen.
In Mr. & Mrs. Bridge (1990) hatte sie einen Cameo-Auftritt als die junge India Bridge beim Pool und trat in den Rückblenden am Anfang und Ende des Films ebenfalls auf. Ihre Mutter Joanne Woodward spielte die Rolle der India Bridge den Rest des Films und Paul Newman war in einer weiteren Hauptrolle zu sehen.
Heute lebt Newman mit ihrem Mann Raphael „Raphe“ Elkind, einem Mittelschullehrer, mit dem sie seit dem 12. November 1995 verheiratet ist, in Westport, Connecticut, in dem Haus, das früher ihren Eltern gehört hatte. Mit Elkind hat sie zwei Söhne.

## Filmografie

### Filme und Fernsehsendungen
- 1968: Rachel, Rachel
- 1971: Sie möchten Giganten sein (Sometimes a Great Notion)
- 1973: Hawkins (Fernsehserie, 1 Folge)
- 1973: The New Perry Mason (Fernsehserie, 1 Folge)
- 1978: See How She Runs
- 1980: Terror in New York (The Revenge of the Stepford Wives)
- 1990: Mr. & Mrs. Bridge

### Als sie selbst
- 1978: The 30th Annual Primetime Emmy Awards (Fernsehspecial)
- 2008: Entertainment Tonight (Fernsehserie, 2 Folgen)
- 2022: The Last Movie Stars (Fernsehserie, 4 Folgen)